# Isoetes sinensis
Isoetes sinensis là một loài dương xỉ trong họ Isoetaceae. Loài này được Palmer mô tả khoa học đầu tiên năm 1927.